# 無法の世界
「無法の世界」（Won't Get Fooled Again）は、イギリスのロックバンド、ザ・フーの楽曲。1971年にシングルリリースされた。作詞・作曲はピート・タウンゼント。アルバム『フーズ・ネクスト』収録。

## 解説
「ババ・オライリィ」同様、シンセサイザーを大胆に使用した、テクノとハードロックを融合させた前衛的な曲。アルバム『フーズ・ネクスト』に先駆けてシングルリリースされた。演奏時間が8分半を越える大作だが、シングルバージョンは3分半程度に編集されている。イギリスでは「ピンボールの魔術師」以来のトップ10に入るヒットとなった。本作の宣伝広告には、コルセットをつけて鞭を振るう女装姿のキース・ムーンの写真が使用された。
『フーズ・ネクスト』収録曲のほとんどがそうであるように、この曲もタウンゼントが企画したロック・オペラ「ライフハウス」のために書かれた曲である。本作のリリース時にはすでに「ライフハウス」の計画は白紙化されていたが、アメリカではシングルに「映画『ライフハウス』より」と記載されていた。タウンゼントはこの曲の内容について「革命について異を唱えている歌だ。革命なんて長い目で見ればただの革命にすぎず、多くの人々が傷つくだけだ」としている。
1971年4月のロンドン、ヤング・ヴィック・シアターでの「ライフハウス」お披露目ライブで初めて演奏されて以降、ライブでは終盤の定番曲となっている。1978年、キース・ムーンが生前に公共の場で最後に演奏した曲である。その模様はザ・フーのドキュメンタリー映画『キッズ・アー・オールライト』に収録された。
1980年代以後も、『ライヴ・エイド』や『コンサート・フォー・ニューヨーク・シティ』などでセットリストに取り入れられている。
2006年、アメリカの保守派総合誌ナショナル・レビューの「保守的なロックソング・ベスト50」で1位に選ばれた。タウンゼントはこの曲が「今は保守派に身を置く夢敗れた革命家たちのテーマソング」と評された事に怒り、自身のブログで反論している。
CBSで放送されていたドラマ「CSI:マイアミ」の主題歌にもなっている。
『ローリング・ストーン』誌が選ぶ最も偉大な500曲において、295位にランクされている。
ちなみに、B面曲の「アイ・ドント・イーヴン・ノウ・マイセルフ」は、元々は1970年3月から5月にかけて行われた新アルバム（後に破棄された）のレコーディング時に製作された楽曲で、同年8月のワイト島ロック・フェスティバルでも披露されている。「ライフハウス」とは無関係に作られた曲であるが、シングルリリースのために新たに再録された。

## 別バージョン
1971年3月に行われたニューヨーク・レコード・プラント・スタジオでのセッションで録音された初期バージョンが存在する。この初期バージョンはオリジナル・バージョンとシンセサイザーのパターンが異なるが、この時はテープ・ループを使用せず、VCS3を通したオルガンをリアルタイムで演奏した。曲の終盤でのロジャー・ダルトリーのシャウトがないのもオリジナル・バージョンとの大きな違いである。この初期バージョンは、2003年発表の『フーズ・ネクスト／デラックス・エディション』で初めて日の目を見た。

## カヴァーしたことのあるミュージシャン
- ヴァン・ヘイレン - ライブで演奏。1993年のライヴ・アルバム『ライヴ:ライト・ヒア、ライト・ナウ』に収録された。
- U2 - ライブで演奏。
- ドリーム・シアター＆クイーンズライク - 合同ライブで演奏。
- エルフ - レインボーの前身バンド。ライブで演奏。
- クリス・コーネル - ライブで歌唱。
- アクセル・ルディ・ペル - 2007年のカバー・アルバム『Diamonds Unlocked』に収録[13]。
- ノエル・ギャラガー - 2000年、ザ・フーのライブにギター＆コーラスでゲスト参加し、5人で演奏を行なった。